# ビル・ゲイツ・シニア
ウィリアム・ヘンリー・ゲイツ2世（William Henry Gates II, 1925年11月30日 - 2020年9月14日）は、アメリカ合衆国の元弁護士で慈善家である。マイクロソフトの共同創業者ビル・ゲイツの父親であり、一般にはビル・ゲイツ・シニア（Bill Gates Sr.）と呼ばれていた。
4代続けて「ウィリアム・ヘンリー・ゲイツ」という名前を使用しており、彼が現役のときにはウィリアム・ゲイツ・ジュニアとも呼ばれていた。その後、子供のビル・ゲイツ（ウィリアム・ヘンリー・ゲイツ3世）の方が世界的に有名になったため、ウィリアム・ヘンリー・ゲイツ・シニア、もしくはビル・ゲイツ・シニアと呼ばれるようになった。

## 経歴
父ウィリアム・ヘンリー・ゲイツ（William Henry Gates, 1891-1969）と母リリアン・エリザベス・ライス（Lillian Elizabeth Rice, 1891-1966）の間に生まれる。
青年時代、第二次世界大戦中にアメリカ陸軍に3年間従軍した。戦後、復員兵援護法（通称 GI法）の下でワシントン大学に通い、1949年に学士号(Bachelor of Arts)、1950年に法学博士号(Juris Doctor)を取得した。
1964年にシドラー&キング法律事務所を共同設立し、後にプレストン・ゲイツ&エリス法律事務所(PGE)となり、約30年間以上勤務していた。現在は合併によりK&Lゲイツ法律事務所となったが、この事務所には所属することはなかった。
シアトル・キング郡弁護士会とワシントン州弁護士会の会長を務めた時期もある。また、グレーターシアトル商工会議所、キング郡ユナイテッド・ウェイ 、全米家族計画連盟など、アメリカ北西部の数多くの組織の理事を務めた。 1995年には、ワシントン州におけるテクノロジーを利用した雇用の拡大を目的としたテクノロジー・アライアンスを設立した。
1998年にPGEを退職後、ワシントン大学理事会の理事を15年間務め、息子夫妻が設立したビル&メリンダ・ゲイツ財団の共同理事長、2003年からは、総合小売業のコストコの取締役、パシフィック・ヘルス・サミットの創設共同議長を兼ねて務めた。
90の節目を迎えても活動は続け、世界正義プロジェクトの名誉議長を務めた。このプロジェクトは、機会と公平性のあるコミュニティの発展のために、法の支配を強化するための世界的・学際的な取り組みを推進する活動を行っている。

## 私生活
1951年に、ワシントン大学で出会ったメアリー・マクスウェル（1929年生）と結婚した。2人の間にはクリスティ(Kristi)、ビル、リビー(Libby)の3人の子供に恵まれたが、メアリーとは1994年に死別してしまう。1996年にシアトル美術館館長（当時）のミミ・ガードナー（1943年生）と再婚した。
スポーツにも興味を示しており、生涯に渡ってワシントン大学のフットボールチーム、ワシントン・ハスキーズのサポーターを務めている。
2018年、アルツハイマー病を患っていることが明らかになった。2020年9月14日、ワシントン州のフッド運河河畔の自宅で94歳で死去した。息子のビル・ゲイツは「彼の知恵、寛大さ、共感、謙虚さは世界中の人々に大きな影響を与えた」と述べた。

## 著書
- Wealth and Our Commonwealth: Why America Should Tax Accumulated Fortunes（富と我々の社会: アメリカはなぜ蓄積された富に課税すべきなのか） - チャック・コリンズ（英語版）との共著[15][16]。
- Showing Up for Life: Thoughts on the Gifts of a Lifetime - メアリー・アン・マッキンとの共著
  - 日本語訳『人生で大切にすること』 小川敏子 訳 ISBN 978-4532316051

## 祖父・祖母
なお、父の父、つまり父方の祖父も、ウィリアム・ヘンリー・ゲイツ（William Henry Gates, 1857 - 1926）という名であった（生年には、1857年1月、1858年1月、1860年1月など、異説あり）。
彼は1860年頃にペンシルベニア州ウォレントン（Warrenton）で生まれた。1888年9月19日に米国ワシントン州キング郡でレベッカ・エッピンハウザー（1869 - 1933)と結婚。少なくとも、1人の息子と2人の娘の、3人の子供を儲けた。
・息子ウィリアム・ヘンリー・ゲイツ・ジュニア（1891 - 1969）
・娘パール・ゲイツ（1895 - ?）
・娘フローレンス・ゲイツ（1913年10月22日にハリー・シューマッハと結婚）。
1888年に一家はペンシルベニア州から移動し、1898年のドーソンゴールドラッシュに参加した。
1900年に彼はアラスカのノームに家具店を持っていた。
1900年代初頭、一家はワシントン州キング郡シアトルに住み、彼の2人の娘は若い名士の社交界に参加した。
彼はブレマートンの市議会議員になった。
彼は1926年4月30日にワシントン州キング郡シアトルで亡くなり、同地のレイクフォレストパークのアカシア記念公園に埋葬された。

その妻、つまり、父方の祖母レベッカ・エッピンハウザー（Rebecca Eppinhauser, 1869年10月12日 - 1933年3月15日)は、フィリプソン・エッピンハウザーの娘としてドイツで生まれた。彼女は1888年9月にウィリアム・ヘンリー・ゲイツ（1857-1926）と結婚した。彼女は、ワシントン州キング郡シアトルで63歳で亡くなり、同地のレイクフォレストパークのアカシア記念公園に埋葬された。